# متصل… به خودتخریبی
متصل… به خودتخریبی (به انگلیسی: Hardwired... to Self-Destruct) دهمین آلبوم استودیویی گروه موسیقی هوی متال آمریکایی، متالیکا، است که در ۱۸ نوامبر ۲۰۱۶ منتشر شد. این آلبوم اولین آلبوم متالیکا در هشت سال گذشته و بعد از آلبوم آهنربای مرگ است و این یعنی طولانی‌ترین زمان بین انتشار دو آلبوم توسط آنها. این اولین آلبوم متالیکا است که کرک همت، گیتاریست گروه که در سال ۱۹۸۳ به متالیکا ملحق شد در نوشتن ترانه‌های آن مشارکت ندارد. دلیل آن هم توسط خود کرک همت این گونه بیان شده که تلفن همراه خود را گم کرد در حالی که بسیاری از ایده‌ها برای آلبوم جدید در آن قرار داشت.
متصل… به خودتخریبی ششمین آلبوم استودیویی متوالی متالیکا بود که در رتبه نخست بیلبورد ۲۰۰ ایالات متحده قرار گرفت و در هفته اول ۲۹۱٫۰۰۰ نسخه فروخت و در ۵۷ کشور در صدر جدول قرار گرفت. این آلبوم نقدهای عموماً مثبتی از منتقدان دریافت کرد و در سال ۲۰۲۰، درامر متالیکا، لارس اولریک، آن را بهترین آلبوم گروه رتبه‌بندی کرد.

## موسیقی و اشعار
متن ترانه‌های آلبوم متصل… به خودتخریبی به طور کلی مضمون نیهیلیسم و بدبینی را دنبال می‌کند. عنوان آلبوم از جمله‌ای الهام گرفته شده که جیمز هتفیلد شنیده بود. او می‌گوید: «کسی چند روز پیش به من گفت و این جمله در ذهنم ماند: 'متصل… متصل به خودتخریبی'. انگار هر کاری در زندگی‌ات انجام بدهی، در واقع سعی داری از مسیری که شاید به طور ذاتی به سمتش کشیده می‌شی، دوری کنی.» این مضمون، موضوعات مختلفی مثل خطرات شهرت در ترانه «Moth Into Flame» و مفهوم کیهان‌گرایی در «Dream No More» را به هم پیوند می‌دهد.
متصل… به خودتخریبی اولین آلبوم استودیویی گروه متالیکا است که از زمان پیوستن کرک همت به گروه در سال ۱۹۸۳، هیچ مشارکت ترانه‌نویسی از سوی او نداشته است. در سال ۲۰۱۵، همت گوشی خود را در فرودگاه کپنهاگ گم کرد که حاوی حدود ۲۵۰ ایده ریف بود. چون او از داده‌ها نسخه پشتیبان تهیه نکرده بود، این اتفاق روی مشارکت خلاقانه‌اش در آلبوم جدید تأثیر گذاشت و او «مجبور شد از صفر شروع کند، در حالی که [هتفیلد و اولریک] محتوای اولیه برای ترانه‌ها داشتند.» تنها مشارکت ترانه‌نویسی رابرت تروهیو در این آلبوم، مقدمه ترانه «ManUNkind» بود که بعداً گفت به عنوان ادای احترام به کلیف برتون، بیسیست سابق متالیکا، نوشته شده است. دربارهٔ مضامین ترانه‌ها، ترانه «Moth Into Flame» از صنعت موسیقی گله می‌کند و موضوعاتی مثل اعتیاد به مواد مخدر و اوردوز را در «Hardwired» مطرح می‌کند. ترانه‌هایی با اشعار آشنا دربارهٔ اسطوره‌های کثولو (Cthulhu Mythos) نوشته اچ. پی. لاوکرفت در «Dream No More» بررسی شده‌اند و «Murder One» به عنوان ادای احترام به لمی، خواننده فقید گروه موتورهد که در دسامبر ۲۰۱۵ درگذشت، ساخته شده است؛ نام این ترانه از نام آمپلی‌فایر مورد علاقه این بیسیست گرفته شده است.

## بازخورد منتقدان
| بررسی جمعی      | بررسی جمعی |
| منبع            | رتبه‌بندی   |
| --------------- | ---------- |
| انی‌دیسنت‌میوزیک؟ | ۶٫۸/۱۰     |
| متاکریتیک       | ۷۳/۱۰۰     |
| بررسی انتقادی   |            |
| منبع            | رتبه‌بندی   |
| آل‌میوزیک        | [ ۱۱ ]     |
| شیکاگو تریبون   | [ ۱۲ ]     |
| کلسیک راک       | [ ۱۳ ]     |
| دیلی تلگراف     | [ ۱۴ ]     |
| گاردین          | [ ۱۵ ]     |
| ان‌ام‌ئی          | [ ۱۶ ]     |
| پیچفورک         | ۶٫۵/۱۰     |
| پاپ‌مترز         | ۸/۱۰       |
| رولینگ استون    | [ ۱۹ ]     |
| Sputnikmusic    | [ ۲۰ ]     |

به نظر منتقد پیچفورک، این آلبوم مانند آهنربای مرگ «تلاشی برای بازنگری روزهای اولیه آن‌هاست»، اما «تنها تفاوت این است که این بار به نظر می‌رسد آن‌ها واقعاً دارند تلاش می‌کنند».